# Third Time Fo Yo' Mind!!
《Third Time Fo Yo' Mind!!》는 대한민국의 힙합 음악그룹 원타임의 세 번째 정규앨범이다. 두 장의 전작들과 달리 프로듀싱을 Perry가 아닌 테디가 도맡아 앨범 작업을 진행했다. 하지만 당시 미국 영주권자 관련 법률이 강화되어 미국 영주권을 가진 연예인들의 활동이 60일로 제한을 받으면서, 미국 영주권자였던 테디 때문에 긴 활동을 하지는 못했다. 결국 원타임은 앨범 타이틀곡이었던 〈어머니〉, 〈Nasty〉 두 곡으로 부랴부랴 활동한 후, 〈Make it Last〉는 뮤직비디오로만 활동하면서 마무리지어야 했다.
수록곡 중 〈어젯밤 이야기〉는 80년대 히트그룹 소방차의 원곡을 리메이크 했고, 〈Sucka Busta〉는 미국 영화 《고스트 버스터즈》의 사운드트랙에서 메인 테마를 차용했다. 보너스트랙은 송백경과 오진환이 토크쇼 형식으로 꾸민 코믹한 상황극과 노래가 실렸다.

## 수록곡
| #  | 제목              | 작사         | 작곡                 | 편곡 | 재생 시간 |
| -- | ----------------- | ------------ | -------------------- | ---- | --------- |
| 1. | 〈Nasty〉         | 테디         | 테디                 | 테디 | 3:42      |
| 2. | 〈Hello!?〉       | 테디         | 테디                 | 테디 | 3:23      |
| 3. | 〈우와!〉         | 테디         | 테디                 | 테디 | 3:58      |
| 4. | 〈Make it Last〉  | 테디         | 테디                 | 대니 | 4:40      |
| 5. | 〈어젯밤 이야기〉 | 박건호, 테디 | 이호준               | 테디 | 3:52      |
| 6. | 〈Hip-Hop Kids〉  | 테디, 송백경 | 테디                 | 테디 | 4:17      |
| 7. | 〈어머니〉        | 테디         | 테디                 | 테디 | 3:37      |
| 8. | 〈Bus〉           | 테디         | 테디                 | 테디 | 3:55      |
| 9. | 〈Sucka Busta〉   | 송백경       | Ray Parker Jr., 테디 | 테디 | 3:36      |

## 참여
원타임
- 테디 - 리더, 메인 랩
- 태빈 - 메인 보컬
- 송백경 - 보컬, 랩, 작사
- 오진환 - 안무가, 하이 랩

스탭
- 양현석 - 이그제큐티브 프로듀서, 믹싱(2, 6, 7)
- 테디 - 프로듀서, 캐릭터 디자인
- 원타임 - 녹음
- Jason Roberts(Ameraycan 스튜디오) - 믹싱(1, 4, 5, 8, 9)
- 임창덕(Booming Sound) - 믹싱(3)
- Mike Melinik(파라마운트 스튜디오) - 마스터링
- YG 엔터테인먼트 - 매니지먼트
- 이지운, 이상철 - 매니저
  - 이진석, 박헌표, 박정범 - 보조 매니저
- M.F! - 의상
- 류재신, 탁정민 - 스타일리스트
- 양민석, 이규훈, 기용서 - A&R
- 지누 - 사진, 커버 디자인
- 이준원 - 아트 디렉터

## 참조
- 원타임 공식 홈페이지
- Nasty 뮤직비디오 - 유튜브
- Make It Last 뮤직비디오 - 유튜브
- 어머니 뮤직비디오 - 유튜브